# Ляпуновка (Кораблинский район)
Ляпуно́вка — населённый пункт, входящий в состав Молвинослободского сельское поселение сельского поселения Кораблинского района Рязанской области.

## География
Находится в 12 километрах от районного центра города Кораблино.

## Население
| 2010 |
| ---- |
| 7    |

## Инфраструктура
В советское время в Ляпуновке действовал животноводческий комплекс колхоза «Красный Октябрь».